# Epic Records
«Epic Records» — американський лейбл звукозапису, що належить і керується Sony Music Entertainment. Це перший лейбл Sony Music Entertainment. Був заснований переважно як лейбл джазової та класичної музики в 1953 році, але пізніше розширив сферу, включивши більш різноманітні жанри, такі як: поп, рок, R&B, хіп-хоп.

## Дочірні лейбли
Минулі й діючі дочірні лейбли Epic Records:
- 550 Music (не функціонує)
- MJJ Music (не функціонує)
- Epic Street — створений для виконавців у жанрі хіп-хоп.
- Daylight Records
- Beluga Heights — створений продюсером Джонатаном «JR» Ротем.
- DC Flag Records
- Glowworm Records
- Hidden Beach Records — спеціалізується на R&B і музиці соул.
- OKeh Records — призначений для перевидання релізів лейблу Okeh.
- Portrait Records (не функціонує)
- Ruthless Records (не функціонує) — хіп-хоп лейбл був сформований в 1987 Eazy-E і Джеррі Хеллер
- Work Records (не функціонує) — також відомий як «WORK» і «The WORK Group». Раніше управлявся як Chaos Recordings.

## Керівництво
- Чарлі Уолк — президент Epic Record.
- Нік Рафаель — керуючий британського відділення Epic.
- Джо Чаррінгтон — глава британського відділення Epic.

## Виконавці на Epic Records
- A Great Big World
- A Tribe Called Quest
- Andre 3000
- Avril Lavigne
- Bando Jonez
- Big Boi
- Bobby Shmurda
- Casey Veggies
- Cashius Green[1]
- Chevelle
- Ciara
- Curtis Fields
- Dead Sara
- Example
- Fifth Harmony
- Fiona Apple
- Future
- Gilbere Forte
- In Flames
- Joe Satriani
- Jonn Hart
- Jon Jonsson
- Judas Priest
- JLS (UK)
- Kat Dahlia
- Kevin McHale
- King L
- Kongos
- Lamb of God
- Mary J. Blige
- Meghan Trainor
- Michael Jackson
- Modest Mouse
- Morgan James
- Melanie Amaro
- Nylo
- New Hollow
- Nicole Scherzinger
- Olly Murs (UK)
- Outkast
- Ozzy Osbourne
- Paloma Faith
- Quadron
- Rough Copy
- Rowdy Rebel
- Sade
- Sara Bareilles
- SBOE[1]
- Sean Kingston
- Snootie Wild
- Tamar Braxton
- TeeFLii
- The Airborne Toxic Event[2]
- The Three Degrees
- The Fray
- The Last Internationale
- TLC
- Travi$ Scott
- Vinny Cha$e and Kid Art
- Wallpaper
- Watch The Duck
- Yo Gotti
- Zara Larsson